# Iglesia en cruz inscrita

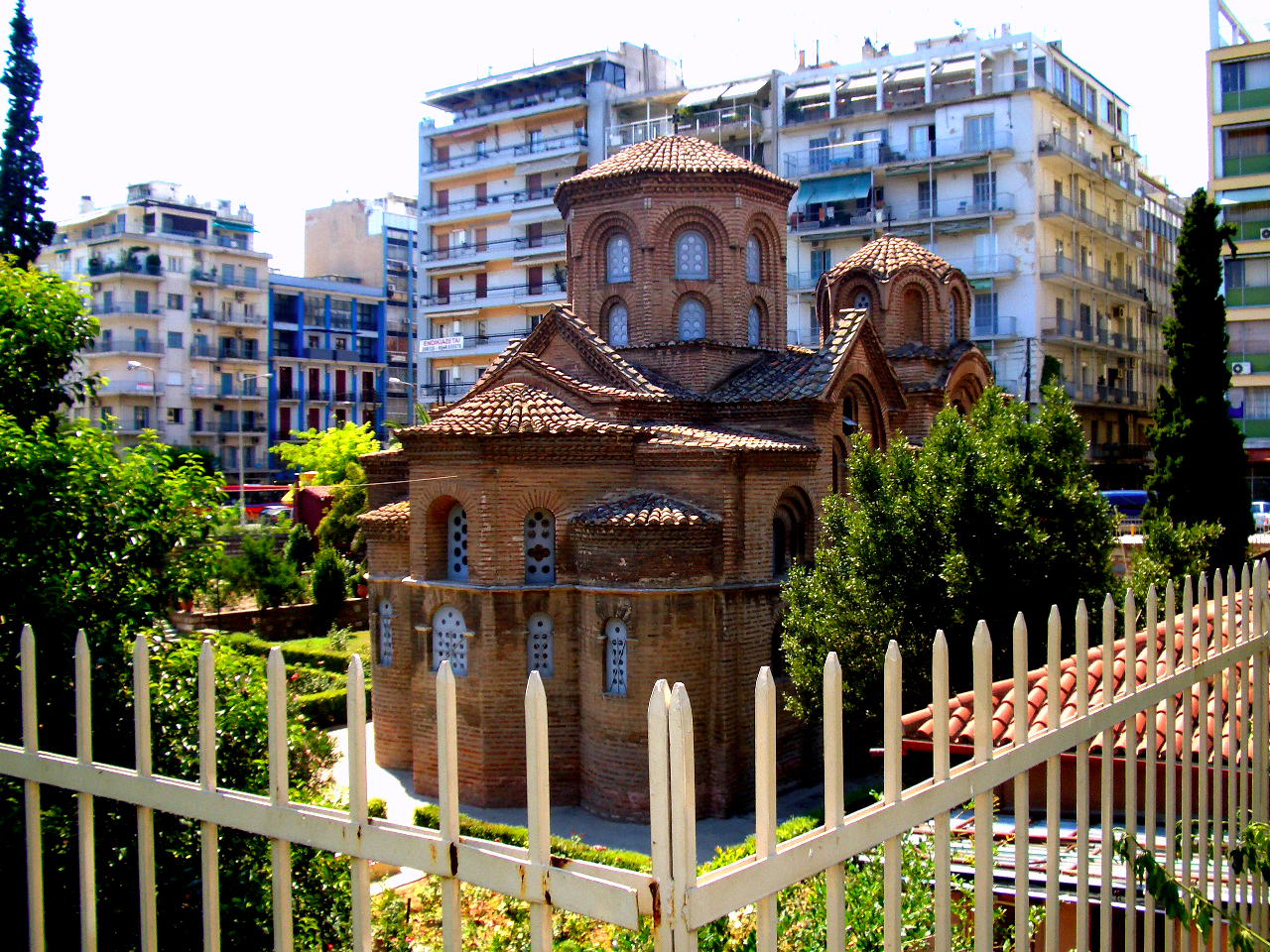
Panagia Chalkeon, una iglesia en cruz inscrita del en Thessaloniki. Vista desde el noroeste.

Una iglesia [de planta] en cruz inscrita [en un cuadrado] o iglesia en cruz con cúpula es una tipología de planta arquitectónica que fue la forma dominante elegida para diseñar las iglesias de mediados y finales del período bizantino, con un cuadrado central con un espacio interno organizado en forma de cruz, coronado por una cúpula.
Las primeras iglesias en cruz inscritas probablemente fueron construidas a finales del siglo VIII, y esa forma se ha mantenido en uso en todo el mundo ortodoxo hasta el día de hoy. En Occidente, el primer diseño de Donato Bramante de la basílica de San Pedro (1506) hizo uso de una planta centralizada en cruz inscrita bajo un domo central, con cuatro domos subsidiarios.
En alemán, este tipo de iglesia se denomina Kreuzkuppelkirche, o 'iglesia en cruz con cúpula' y en francés se habla de église à croix inscrite, 'iglesia en cruz inscrita', como en español.

## Arquitectura

### Forma arquitectónica
Una iglesia en cruz inscrita está organizada alrededor de una naos cuadrada que se divide mediante cuatro columnas, pilares o pilastras en nueve huecos (divisiones del espacio). Las cinco divisiones internas dibujan la forma de una quincunce (cruz inscrita). El hueco central es generalmente más grande que los otros ocho, y está coronado por una cúpula que descansa sobre las columnas. Los cuatro huecos rectagulares que lindan directamente con el central suelen estar cubiertos por bóvedas de cañón; estos son los brazos de la cruz, que están inscritos en el cuadrado de la naos. Los cuatro huecos restantes de la esquinas están generalmente cubiertos con bóvedas de arista. La jerarquía espacial de los tres tipos de hueco, desde el mayor central a los más pequeños de esquina, se refleja en el alzado del edificio: la nave central abovedada es más alta que los brazos de la cruz, que son a su vez más altos que los tramos de esquina.: 16 
Al oeste de la naos se encuentra el nártex o vestíbulo de entrada, por lo general formado por la adición de tres huecos más a los huecos más occidentales de la naos. Al este se encuentra el bema, o santuario, a menudo separado de la naos por el templon o, en iglesias posteriores, por un iconostasio. El santuario está generalmente formado por tres huecos adicionales contiguos a los huecos más orientales de las naos, cada uno terminado en un ábside coronado por una concha (media cúpula). El ábside central es más grande que los del norte y el sur. El término bema es a veces reservado para la zona central, mientras que la parte norte es conocida como la prótesis y la sur como el diakonikon.: 13–14 
Aunque las evidencias de la arquitectura doméstica bizantina son escasas, parece que la unidad central de la iglesia en cruz inscrita (nueve huecos divididos por cuatro columnas) también fue empleada para la construcción de salas en las edificaciones residenciales.

### Uso litúrgico

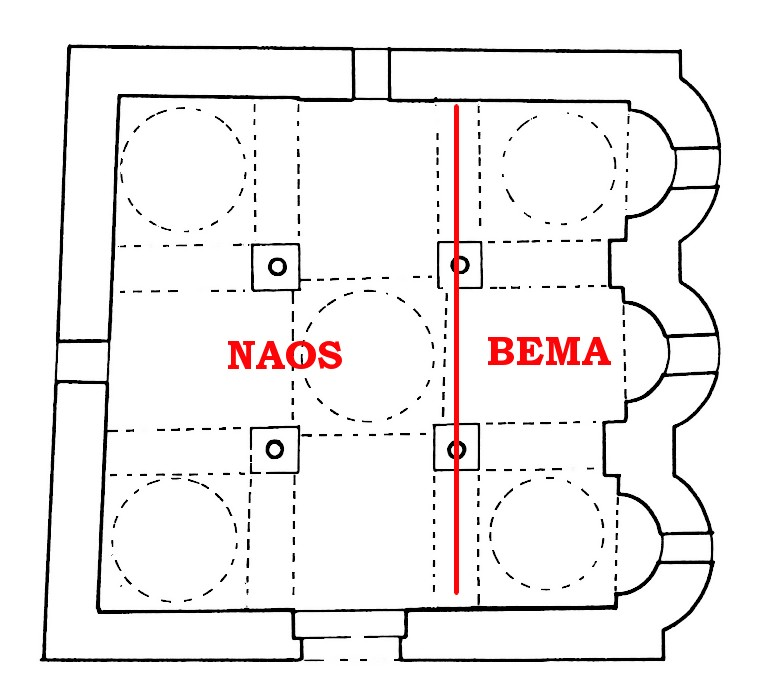
Planta en cruz inscrita compacta, basada en la Cattolica en Stilo. La naos es el área litúrgica central y la bema el santuario.

La articulación arquitectónica de los distintos espacios de una iglesia en cruz inscrita corresponde a sus distintas funciones en la celebración de la liturgia. El nártex sirve como un vestíbulo de entrada, pero también para funciones litúrgicas especiales, como el bautismo, y como sitio de honor de sepultura (a menudo, como en el caso de la Martorana en Palermo, de los fundadores de la iglesia). La naos es el espacio donde permanece la congregación durante el servicio y el santuario está reservado a los sacerdotes. El altar se encuentra en el vano central, o bema, que a veces está provisto de un synthronon, o banco, donde se sienta el clero. La prótesis se utiliza para la preparación de la eucaristía y el diakonikon alberga las vestiduras litúrgicas y los textos utilizados en la celebración de la Liturgia.: 12–14 

### Variaciones comunes

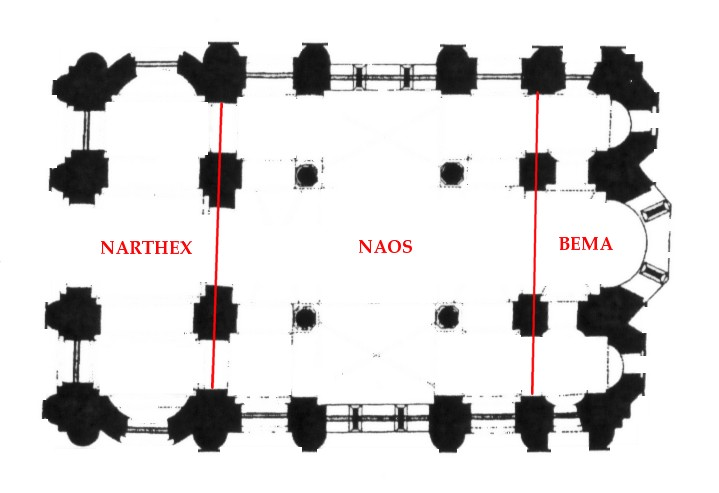
Planta de una típica iglesia en cruz inscrita; basada en la Myrelaion del en Constantinopla.

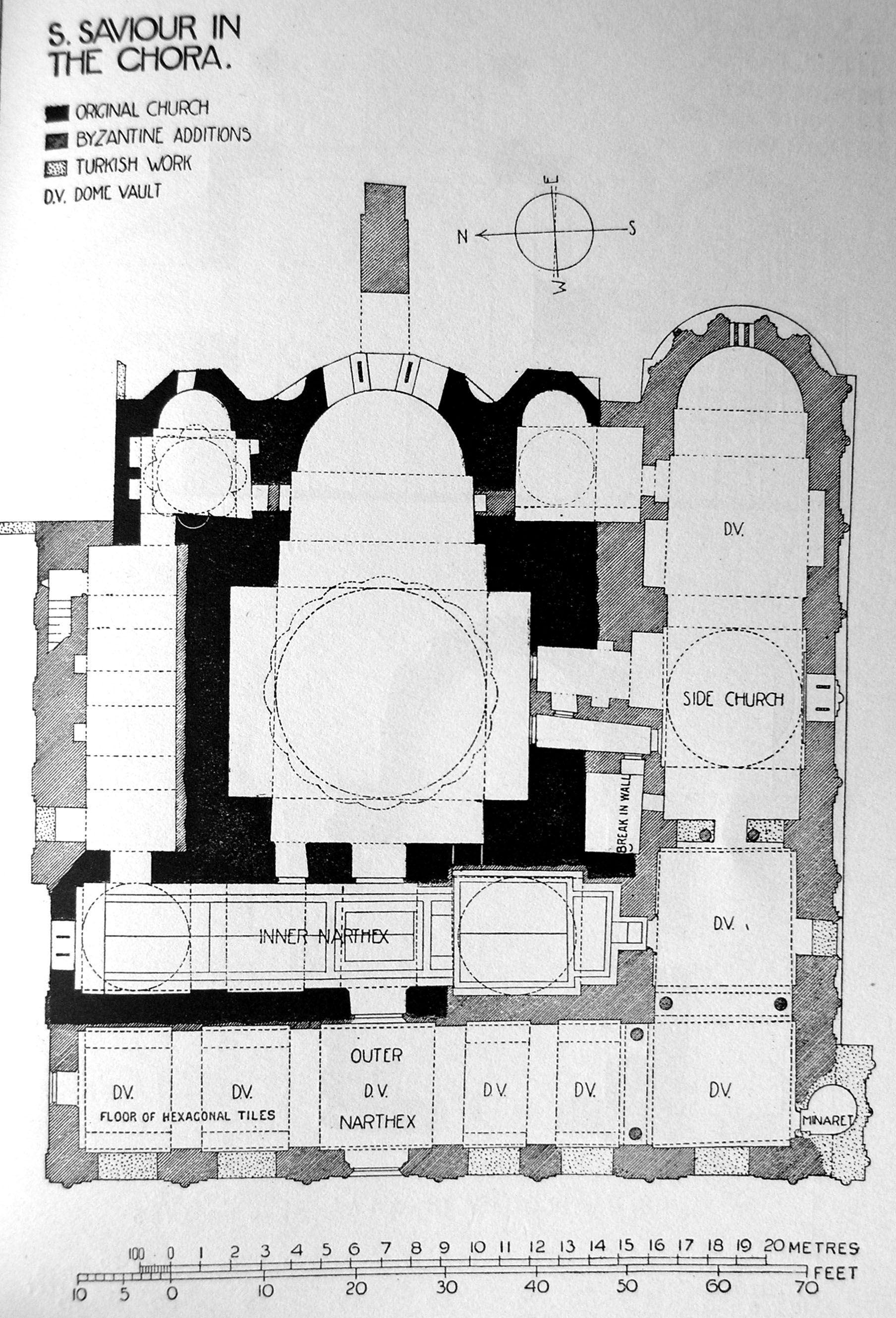
Planta de la Iglesia de Chora en Constantinopla

La forma arquitectónica y la función litúrgica descritas anteriormente corresponden al tipo clásico de iglesia en cruz inscrita, que se utilizó en muchos monumentos importantes (por ejemplo, por el Myrelaion en Constantinopla). Sin embargo, este tipo clásico representa sólo uno de una serie de variaciones posibles en la forma de cruz inscrita.
Sobre todo en la última arquitectura bizantina, el núcleo de la planta en cruz inscrita podía ser ampliado mediante la adición de edificaciones periféricas. Un ejemplo es el de la Iglesia de Chora en Constantinopla: la iglesia en cruz original del siglo XI se amplió en el siglo XIV añadiendo un segundo nártex en el oeste (exonarthex o nártex exterior) y una capilla lateral (parekklesion) en el sur, utilizada para enterramientos. Las plantas finales de muchas otras iglesias bizantinas son el resultado de una sucesión diacrónica similar de adiciones que atañe a un núcleo central; por ejemplo, la Kalenderhane Camii de Constantinopla, Canli Kilise en Capadocia, y la Martorana en Palermo. Una edificación subsidiaria particularmente común, testimonial, por ejemplo, en Kalenderhane, en la iglesia de Chora y en Martorana, era un campanario.
Por otra parte se desarrolló una forma radicalmente simplificada en cruz inscrita,compacta, construida sin nártex y con tres ábsides añadidos directamente sobre los huecos más orientales de la naos. Esta planta fue particularmente común en las provincias, por ejemplo en el sur de Italia, en Sicilia, y en Capadocia. En este tipo de iglesia, la barrera del templon fue a menudo elevada siguiendo el eje de las dos columnas orientales, cerrando así los tres huecos más orientales en el santuario.
Una variación particularmente importante en la cruz inscrita es la llamada «planta athonita» (por el monasterio del monte Athos) o «monástica», en la que los huecos rectangulares en el norte y sur de la naos también se abren en ábsides semicirculares, dando a la iglesia la apariencia de un triconque. Esta planta, a menudo celebrada como típica de las iglesias monásticas, parece haberse desarrollado en el monte Athos en el siglo XI; los ábsides laterales proporcionan un espacio para la interpretación de música litúrgica antifonal por dos coros monásticos. Un ejemplo importante de este tipo, aparte de Athos, es la iglesia del siglo XIV conocida como Profitis Elias en Salónica.

## Decoración

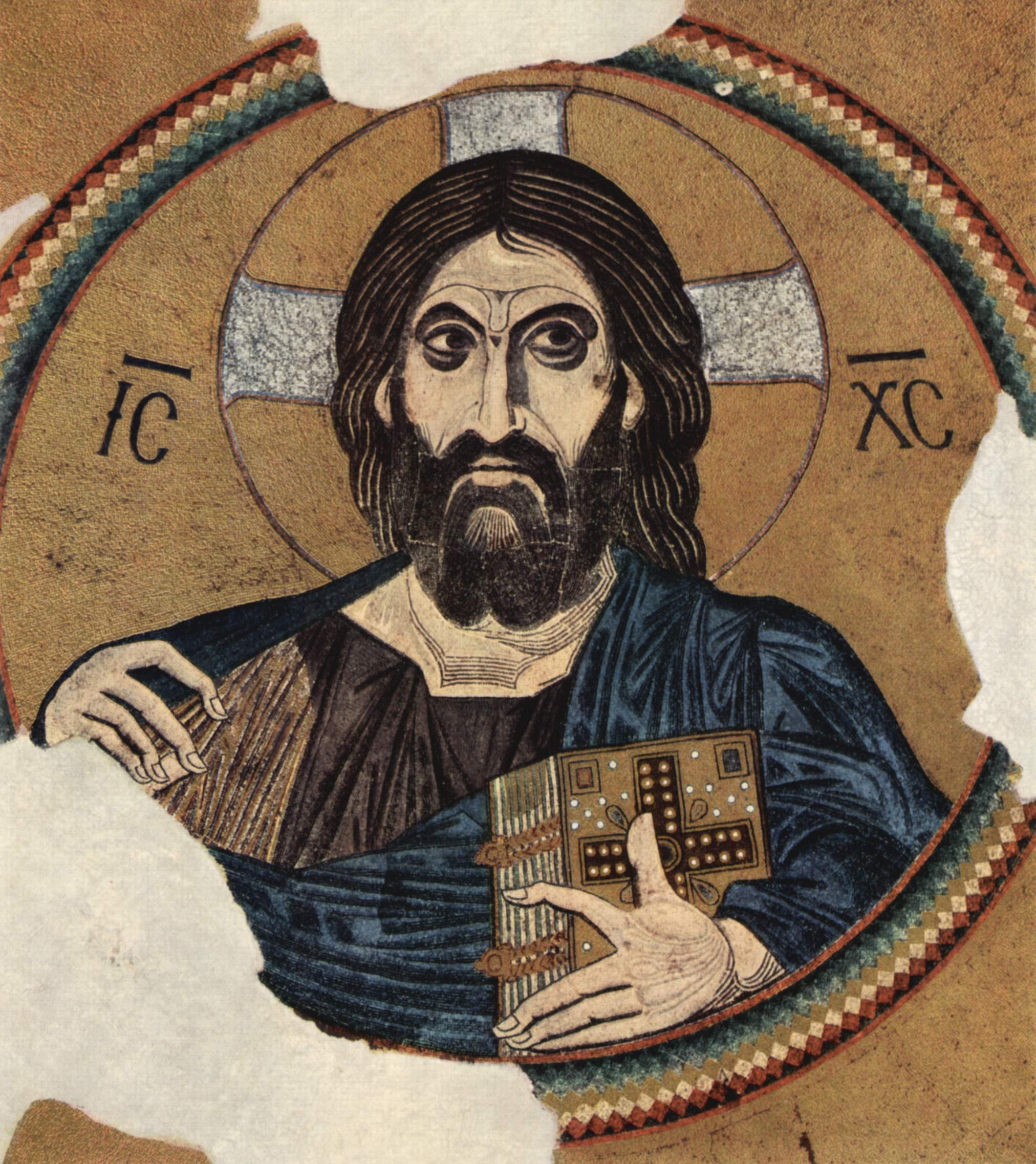
Cristo Pantocrátor, en la cúpula del monasterio de Dafni.

La decoración interior de la iglesia en cruz inscrita, normalmente ejecutada con mosaicos, pero también a veces con frescos, se desarrolló en estrecha relación con su arquitectura. Se puede reconocer un sistema de decoración clásico, representado en particular por las grandes iglesias monásticas del siglo XI (por ejemplo, el monasterio de Dafni, a las afueras de Atenas, y Hosios Loukas en Beocia). Este sistema se definido en un clásico estudio publicado en la década de 1940 por Otto Demus.
La decoración de mosaicos de una iglesia en cruz inscrita se puede dividir en tres zonas definidas por la articulación arquitectónica del interior: una zona superior, que abarca las cúpulas, bóvedas altas, y la concha del ábside; una zona media, incluyendo las trompas, pechinas, y las partes superiores de las bóvedas; y la zona más baja, compuesta por las bóvedas inferiores o secundarias y las partes inferiores de las paredes. La división tripartita tiene un significado cosmográfico: la zona más alta corresponde a los cielos; la zona media, al paraíso o la Tierra Santa; y la zona inferior, al mundo terrenal.: 16 

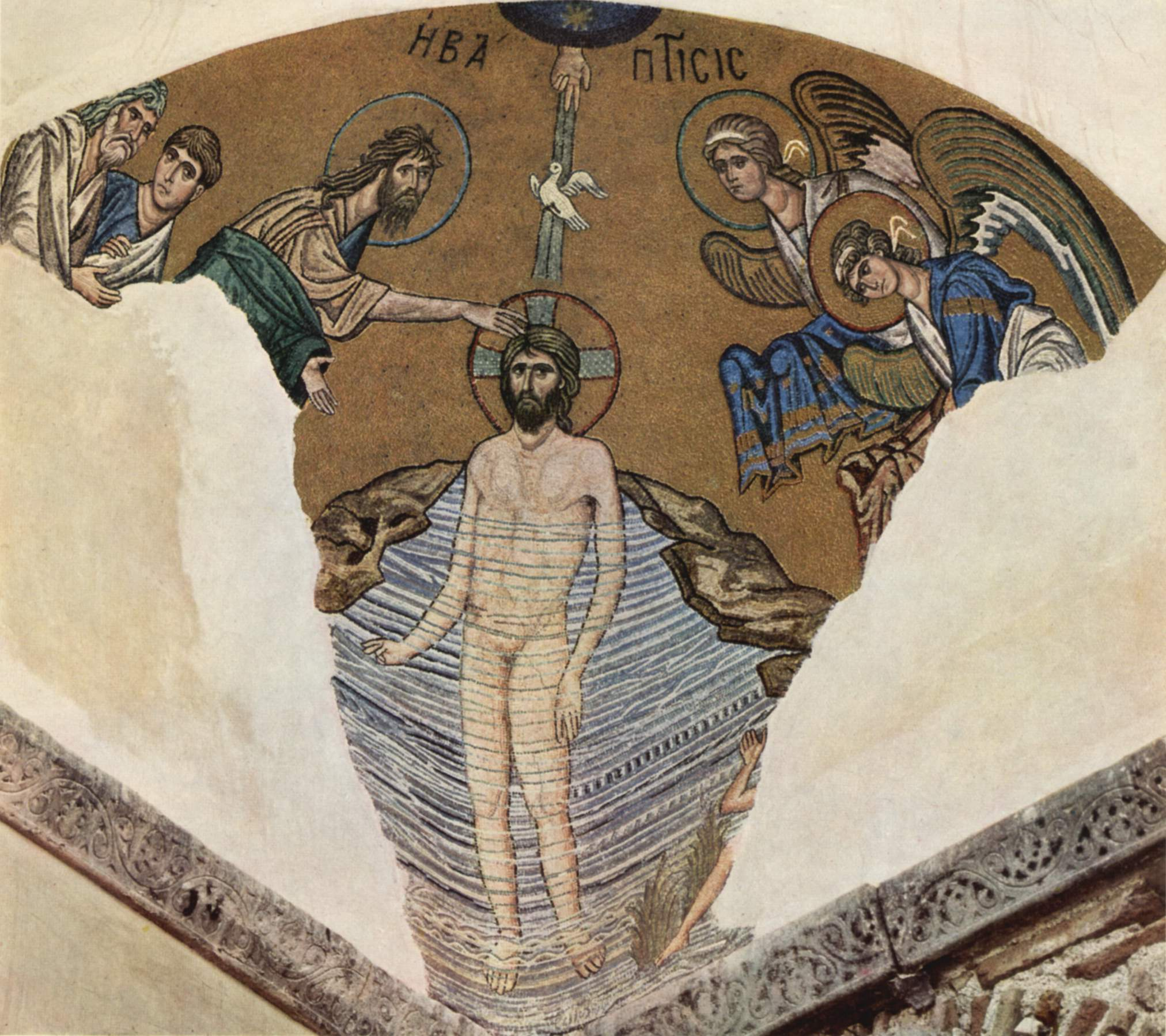
El bautismo de Cristo, en Dafni. Las figuras a cada lado del Jordán se enfrentan entre sí a través del espacio vacío encerrado por la trompa, que se convierte en el espacio de la escena.

En la zona más alta solamente están representadas las figuras más sagradas del cristianismo (por ejemplo, Cristo, la Virgen y los ángeles) o escenas que están directamente relacionadas con el cielo. Por ejemplo, los mosaicos de la cúpula central casi siempre representan una de tres escenas: la Ascensión de Jesús, Pentecostés o Cristo Pantocrátor.: 16–17  La zona media está dominada por escenas narrativas que representan las grandes fiestas cristológicas (nacimiento, presentación en el Templo, etc.).: 22  La zona más baja está ocupada por el «coro de santos», en su mayoría alargadas figuras en pie, que en palabras de Demus «comparten el espacio» de la congregación.: 22–26 
En el sistema clásico, los mosaicos fueron compuestos para ser vistos desde el oeste de la iglesia; es decir, se orientaron hacia el espectador lego.: 18 y 24  De acuerdo con esta línea de visión, se emplearon los espacios curvos de las bóvedas para crear una ilusión de espacio cuando se ven desde el ángulo deseado. La decoración de la iglesia en cruz inscrita estaba, por tanto, integralmente relacionada con su arquitectura: «La propia iglesia bizantina es la "imagen-espacio" de los iconos. Es el iconostasio ideal; es, en sí mismo, como conjunto, un icono dando realidad a la concepción del orden mundial divino».: 13 

## Orígenes y desarrollo

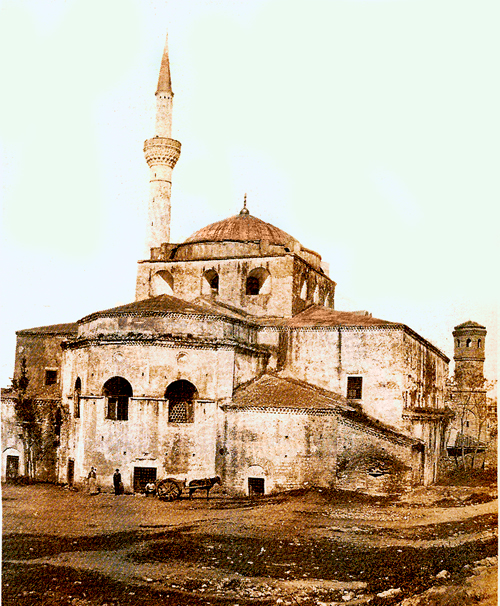
Hagia Sophia en Salónica, un ejemplo del tipo en cruz con cúpula citado a menudo como precursor de la iglesia en cruz inscrita.

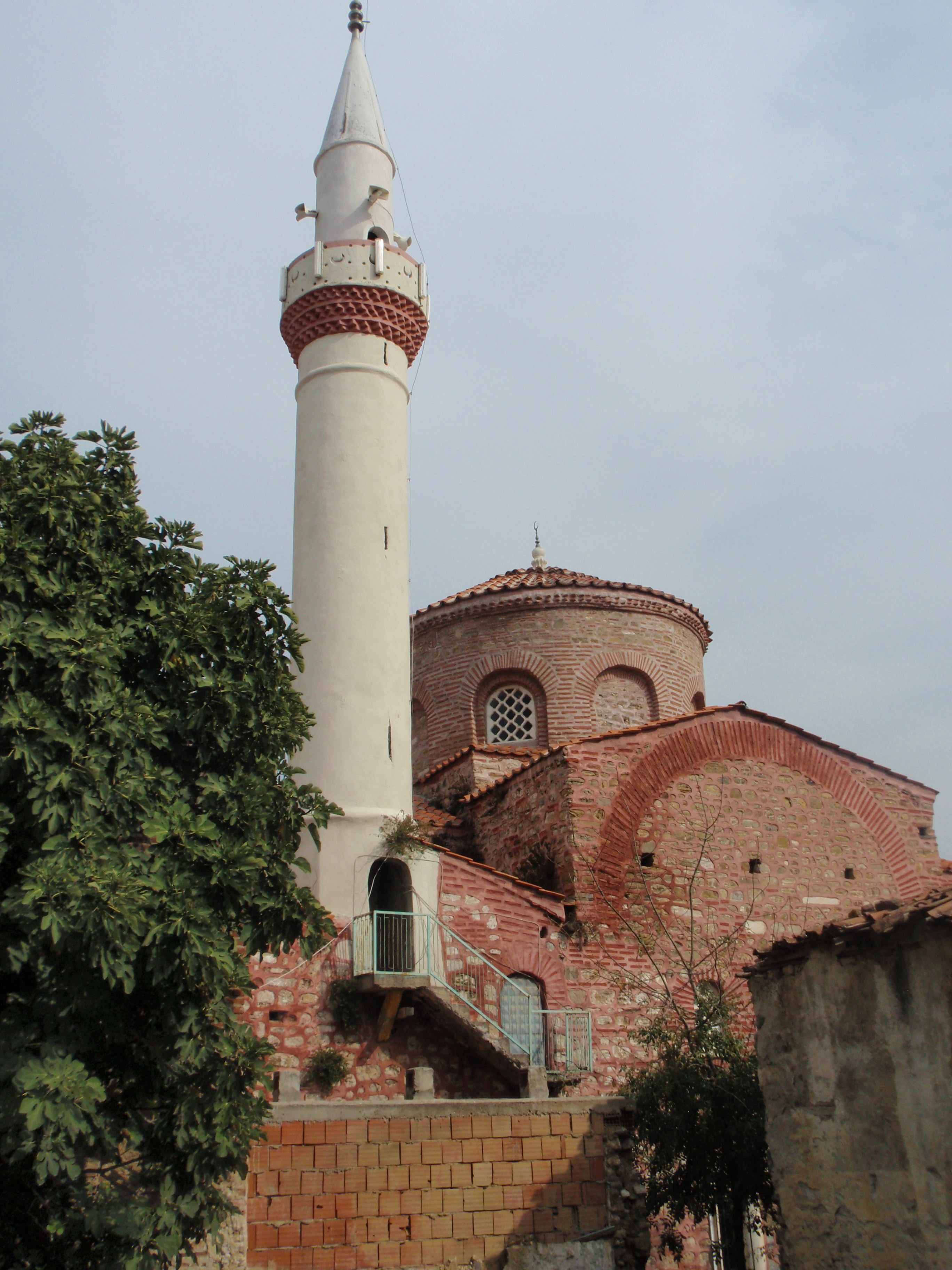
Fatih Camii en Tirilye

La iglesia en cruz inscrita se puede decir que constituye un desarrollo artístico único de la época bizantina media. Las primeras iglesias bizantinas eran predominantemente basílicas o de planta centralizada (por ejemplo iglesias cruciforme tetraconchas, octogonales). Por tanto, la cuestión de los orígenes de la forma de la iglesia en cruz inscrita ha ocupado a los historiadores del arte desde la segunda mitad del siglo XIX, aunque no hay una única interpretación que cuente con la aprobación unánime de la comunidad académica.

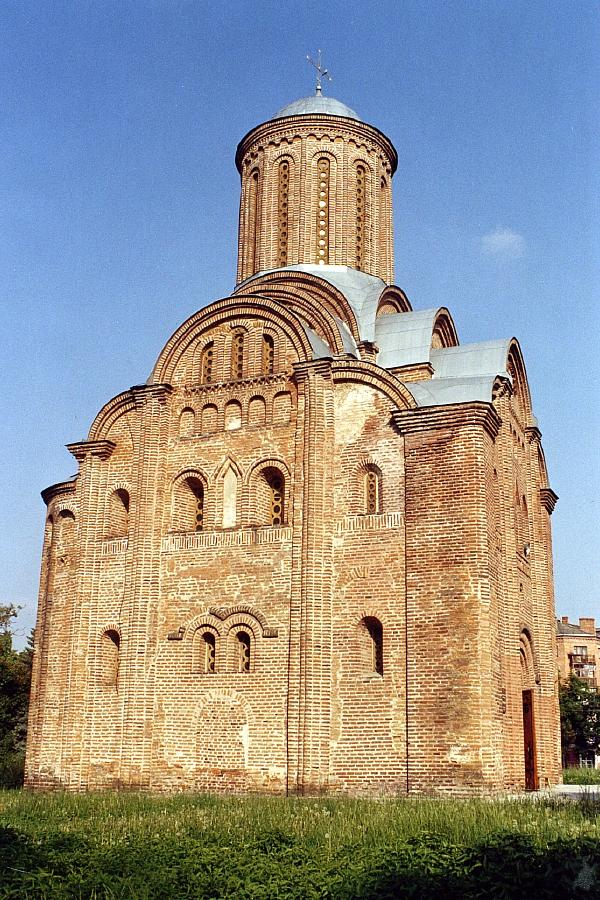
Iglesia de San Paraskevi, Chernígov, Ucrania (construida ca. 1200 y restaurada en el).

Los hilos más influyentes en el intento de una temprana investigación para derivar este tipo de planta, lo hacen desde la basílica paleocristiana (un punto de vista defendido inicialmente por Oskar Wulff, y seguido por numerosos estudiosos, entre ellos Alexander van Millingen y Charles Diehl): 94–98  o desde las iglesias cruciformes de la Antigüedad tardía (una teoría adelantada por vez primera por Josef Strzygowski, y más tarde seguida de diversas maneras por Gabriel Millet y André Grabar, entre otros).: 98–99  De acuerdo con la teoría basilical, los cruciales edificios intermedios eran del modo denominado iglesias en cruz con cúpula ("cross-domed") de los siglos VII y VIII (por ejemplo, Hagia Sophia en Salónica y la iglesia de la Koimesis en Nicaea),: 32  mientras que, según la última teoría, las esquinas de las iglesias cruciformes fueron simplemente rellenadas (como por ejemplo, en Hosios David en Salónica).
A medida que la historia del arte se alejó del enfoque evolutivo, la cuestión de la paternidad de este tipo de iglesias ha retrocedido un poco, y la atención se ha dirigido a la datación de los primeros ejemplos completamente desarrollados del tipo. Son en este sentido significativas la iglesia hoy conocida como Fatih Camii en Trilye, Bitinia (fechada a principios del siglo IX) y la llamada «Iglesia H» en Side (probablemente de antes de 800). Se ha sugerido que el tipo fue desarrollado en un contexto monástico en Bitinia durante finales del siglo VIII y principios del siglo IX;: 17–20 : 178–180  por ejemplo, la iglesia construida en el monasterio Sakkudion en los años 780 por Teodoro el Estudita y su tío san Platón, aunque conocida solo por relatos literarios, parece haber sido una iglesia en cruz inscrita.
La influencia de la Nea Ekklesia (iglesia Nueva) del Gran Palacio de Constantinopla, construida alrededor de 880, ha sido a menudo descrita como crucial para el dominio de la iglesia en cruz inscrita en la época medieval; sin embargo, el edificio no ha sobrevivido, su forma actual es muy controvertida, y no es en absoluto seguro que se tratase de una verdadera iglesia en cruz inscrita. Independientemente de las razones, la iglesia en cruz inscrita había llegado a dominar la construcción de iglesias después del siglo IX,: 15  tal vez en parte debido a su relativamente pequeña escala, adecuada a la naturaleza intrínsecamente privada de la piedad bizantina. Los logros de la arquitectura bizantina tardía se han descrito como «la elaboración de un tipo de iglesia que era, a su manera, perfecta».: 249  La casi universal aceptación de esta planta de iglesia en el mundo bizantino no significó, sin embargo, el estancamiento de la creación artística, como demuestran las numerosas variaciones en el tipo (descritas más arriba). Estas variaciones parecen representar, no tanto una evolución lineal de las formas, como una serie de respuestas sensibles a diversos factores locales.
Ya en la Edad Media, la planta de la iglesia en cruz inscrita se había extendido mucho más allá de las fronteras políticas del Imperio bizantino. El tipo fue adoptado y desarrollado en la Rus de Kiev, y en los diversos reinos independientes de los Balcanes septentrionales (por ejemplo, en el Imperio Serbio).
La iglesia en cruz inscrita también sobrevivió al colapso político del Imperio bizantino, sin dejar de servir de modelo para la construcción de iglesias tanto en Rusia como en los Balcanes Ootomanos ("post-bizantino") y en Asia Menor. En los Balcanes la planta siguió siendo común hasta alrededor de 1700, especialmente la variación «athonita», una señal de la importancia del mecenazgo monástico en este período.: 108109 y 114  El mantenimiento de esta tradición arquitectónica, y su resistencia a las influencias turcas y occidentales, ha sido visto como un modo de preservar una identidad única de la Iglesia ortodoxa.: 109 y 119  A partir del siglo XVIII, en el Imperio otomano se emplearon mayor variedad de formas arquitectónicas en las iglesias, incluyendo recuperaciones de tipos cristianos primitivos (como la basílica). A pesar de que la arquitectura neobizantina de los siglos XIX y XX tiende a basarse en un conjunto ecléctico de referencias históricas, la planta en cruz inscrita jugó un papel en la formación de los «estilos nacionales» en los nuevos estados posotomanos (por ejemplo, en las iglesias de Serbia de finales del siglo XIX).